# WWE
WWE, Vollbezeichnung World Wrestling Entertainment, ist eine US-amerikanische Wrestling-Federation. Sie gilt als weltweit größte Wrestling-Veranstalterin. WWE wird von TKO Group Holdings betrieben, einer Tochtergesellschaft der Endeavour Group Holdings.
WWE wurde 1963 gegründet, nachdem sich Promoter im Nordosten der USA von der National Wrestling Alliance (NWA) trennten, um die World Wide Wrestling Federation (WWWF) zu gründen. Nach dem Wiedereintritt in die NWA im Jahr 1971 wurde die WWWF 1979 in World Wrestling Federation (WWF) umbenannt, bevor die Promotion 1983 die NWA endgültig verließ.
Zu diesem Zeitpunkt übernahm Vince McMahon die Promotion von seinem Vater Vincent James McMahon und machte sie zum größten Wrestlingverband der Welt mit einem Quasi-Monopol in den USA. Nach einem Quotenkrieg mit ihrem einzigen ernstzunehmenden Konkurrenten World Championship Wrestling (WCW), der als „Monday Night Wars“ in die Geschichte einging, übernahm WWF die WCW im Jahr 2001.
Im Jahr 2002 wurde die WWF nach einem Rechtsstreit mit dem World Wildlife Fund in World Wrestling Entertainment umbenannt. 2023 übernahm Endeavor Group Holdings die Mehrheit an WWE und fusionierte sie mit seiner Tochter UFC.
Die WWE strahlt Shows wie Raw und SmackDown in mehr als 150 Ländern aus, veranstaltet jährlich mindestens 12 Pay-per-View-Events, darunter WrestleMania, und hält weltweit etwa 320 Live-Events pro Jahr ab. Nahezu alle bedeutenden Wrestler der vergangenen Jahrzehnte standen bei WWE unter Vertrag, etwa Hulk Hogan, der ab Mitte der 1980er-Jahre zum Aushängeschild der Promotion und zum ersten Weltstar der WWE wurde.

## Geschichte

### Vorgeschichte
Roderick James „Jess“ McMahon war eigentlich ein Box-Promoter, der im amerikanischen Nordosten beheimatet war. Doch ab etwa 1933 veranstaltete McMahon erstmals Wrestlingshows im Municipal Stadium in Freeport, Long Island. Durch seine Kontakte mit Wrestlinggrößen, wie Raymond Mondt und Ray Fabiani, wurde es seinem Sohn Vincent James McMahon später möglich, Partnerschaften mit angrenzenden Promotern einzugehen.
1948 wurde Vince Manager der Turner Arena in Washington, D.C., 1952 erwarb er die Rechte an dieser Arena komplett. 1953 schließlich veranstaltete McMahon unter dem Banner Capitol Wrestling Federation seine erste eigene Wrestlingshow und trat dem Dachverband National Wrestling Alliance bei. Er benannte 1955 die Arena in Capitol Arena um und 1956 wurden die Matches erstmals im DuMont-Network ausgestrahlt. Im gleichen Jahr intensivierte McMahon seine Zusammenarbeit mit Raymond Mondt in New York und am 26. November des Jahres veranstalteten sie ihre erste gemeinsame Show im Madison Square Garden.
1957 eröffnete McMahon in Washington ein zentrales Büro, von dem aus er alles steuerte. Als Organisation wurde die Capitol Wrestling Corporation (CWC) in das Register eingetragen. Teilhaber waren zunächst McMahon und Mondt zu gleichen Teilen. 1961 folgte schließlich die entsprechende Eintragung der Organisation in New York.

### World Wide Wrestling Federation (1963–1979)
Der Dachverband NWA vergab seit 1948 einen von allen Mitgliedsverbänden anerkannten NWA-World-Heavyweight-Wrestling-Champion-Titel, der weltweit verteidigt werden konnte. Seit dem 30. Juni 1961 war „Nature Boy“ Buddy Rogers der amtierende NWA-Weltmeister. Rogers stand jedoch meist bei der CWC unter Vertrag und verteidigte seinen Titel hauptsächlich im amerikanischen Nordosten, womit einige Mitglieder der NWA unzufrieden waren. Mondt und McMahon bestanden jedoch darauf, dass Rogers den Titel behalten sollte. Als Kompromiss wurde beschlossen, die Sicherheitskaution, die der NWA-Titelhalter an den Dachverband zahlen musste und die verfiel, wenn er nicht antrat, von 10.000 auf 25.000 US-Dollar zu erhöhen. Rogers war nicht bereit, diese zusätzliche Summe aufzubringen, und so musste er am 24. Januar 1963 im benachbarten Kanada seinen NWA-Championship-Titel an Lou Thesz abgeben.

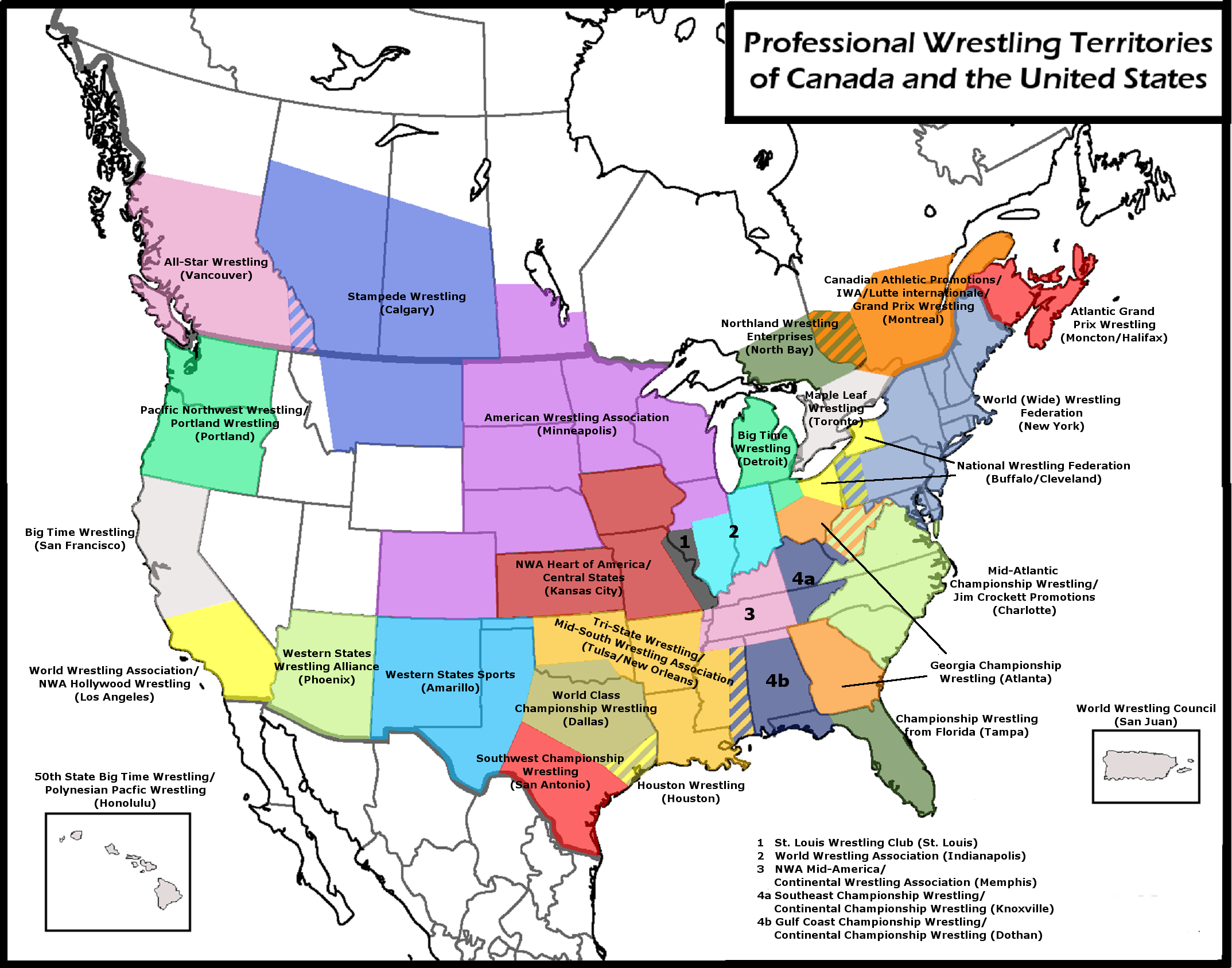
Die ehemaligen Wrestling-Territorien in den USA und Kanada.

Aus Protest gegen diese Entscheidung verließ die CWC den NWA-Dachverband und gründete im April des gleichen Jahres die neue Promotion World Wide Wrestling Federation (WWWF), eine zu NWA in Konkurrenz stehende Liga, die kurzfristig unter dem Namen World Wide Wrestling Association mit der National Wrestling Association assoziiert war. Buddy Rogers wurde zum ersten regulären WWWF-Champion ernannt. Laut WWE-Geschichte gab es im April 1963 ein Wrestling-Turnier in Rio de Janeiro, bei dem sich Buddy Rogers im Finale gegen Antonino Rocca durchsetzten und somit erster WWWF-World-Heavyweight-Champion werden konnte. Die Wahrheit ist jedoch, dass er den Titel kampflos zugestanden bekam. Bereits einen Monat später, am 17. Mai 1963, verlor der gesundheitlich angeschlagene Rogers (er hatte schon einige Zeit mit Herzproblemen zu kämpfen) seinen WWWF-Titel an Bruno Sammartino in weniger als 60 Sekunden.
Da die WWWF aber noch mit der NWA assoziiert war, saß Vince McMahon sr. (der Sohn von Jess McMahon) weiterhin im Aufsichtsrat der National Wrestling Alliance. Auch war die WWWF zu der Zeit noch an ihr Stammterritorium gebunden und durfte ihre Wrestler nicht landesweit antreten lassen. Mitte der 1960er-Jahre verließ Raymond Mondt die Promotion und diese ging nun in den alleinigen Besitz der Familie McMahon über.
Ende 1972 wurde die World Wide Wrestling Federation von Seiten der NWA wieder in den Dachverband aktiv eingebunden und so begann Vince McMahon sr. ab 1973, wieder unter dem alten Banner von NWA Capitol Wrestling Federation seine Shows abzuhalten. Auch wurde in diesem Jahr mit der heutigen Promotion World Wrestling Council auf Puerto Rico eine Suborganisation (engl. Affiliate) von WWWF aufgestellt.

### World Wrestling Federation (1979–2002)

#### Übergang und Golden Era (1979–1993)

WWF Logo (1982–1998)

Im März 1979 wurde die WWWF in World Wrestling Federation (WWF) umbenannt und nun langsam zur größten Wrestling-Liga der Vereinigten Staaten, indem man begann, kleinere Regionalligen aufzukaufen.
1980 gründete Vince McMahon Jr. die Firma Titan Sport Inc., die er als Eigentümer der Liga einsetzte und kaufte 1982 die CWC von seinem Vater. Vince McMahon hatte im Gegensatz zu seinem Vater, der diesbezüglich noch der NWA-Einstellung nahestand, erkannt, dass Wrestling in erster Linie Unterhaltung war. So begann er, die WWF landesweit zu einem sportlich angehauchten Show-Entertainment umzufunktionieren. Die WWF stand damals in unmittelbarer Konkurrenz zur AWA, die sich ebenfalls von der NWA getrennt hatte. Später konnte Vincent McMahon diese Wrestling-Liga in seine WWF eingliedern.

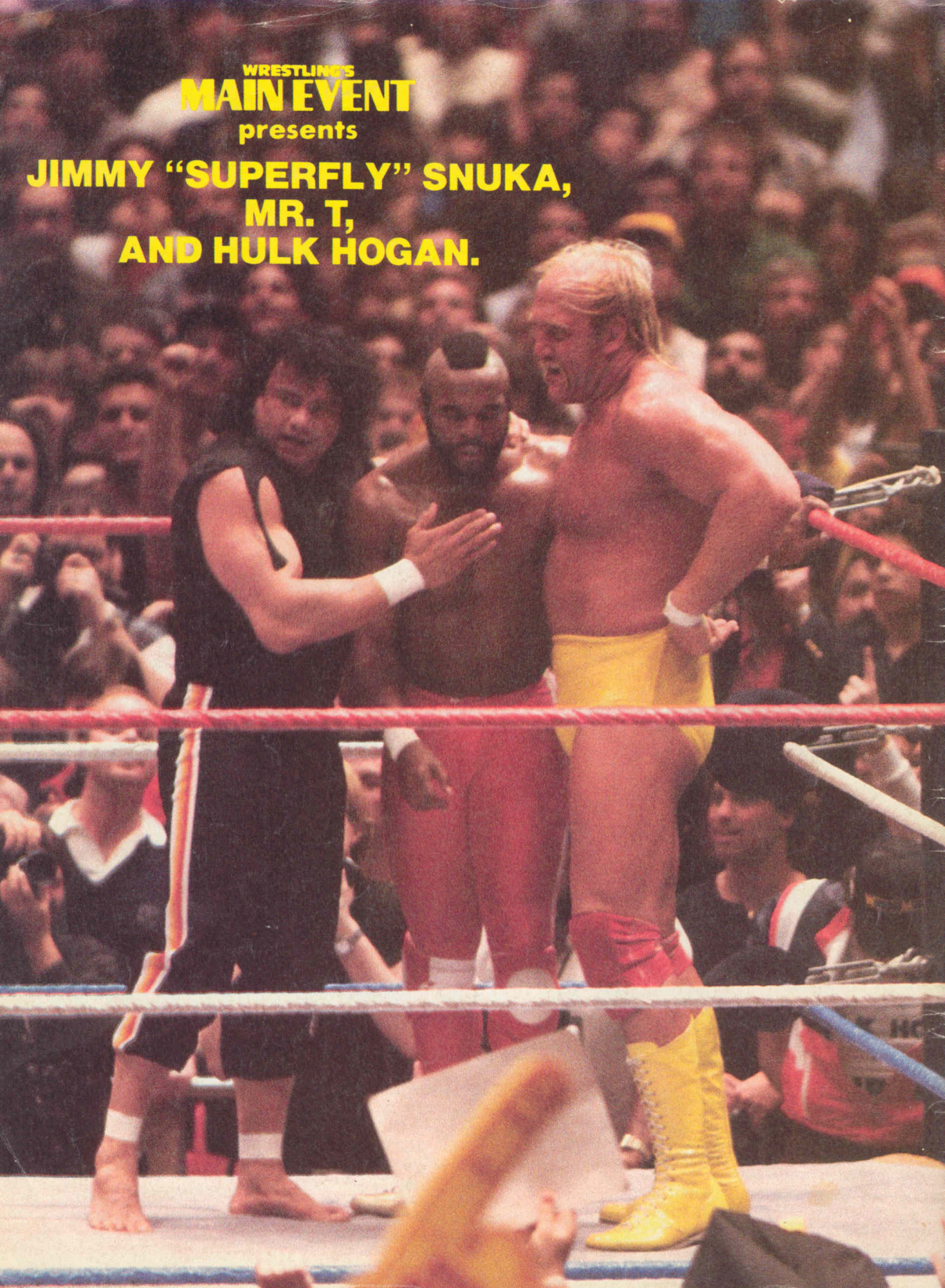
Jimmy Snuka, Hulk Hogan und Mr. T bei WrestleMania I (1985)

Andere NWA-Mitgliedsverbände waren darüber verärgert, dass sich Vince McMahon nicht an das ungeschriebene Gesetz hielt, nur in seinem Territorium TV-Sendungen auszustrahlen. Nachdem McMahon einige finanzstarke Sender auf seine Seite gezogen hatte, liefen WWF-Sendungen wie „All American Wrestling“, „Wrestling Challenge“ und „Superstars of Wrestling“ in den ganzen Vereinigten Staaten und auch in Kanada. Da die WWF nun eine gewisse Größe erreicht hatte, benötigte sie aus ihrer Sicht die Mitgliedschaft in der NWA nicht mehr. So trat 1983 die World Wrestling Federation endgültig aus der National Wrestling Alliance aus.
Mit der Rückkehr Hulk Hogans aus der AWA wurde das Bild der WWF nochmals verändert. Nach 1984, als dieser sich zum ersten Mal den WWF-Heavyweight-Titel sichern konnte, wurde die gesamte WWF und deren Marketing rund um Hogan aufgebaut.
Mit der ersten „Wrestlemania“-Veranstaltung war es der WWF 1985 gelungen, die für die spätere Entwicklung des Wrestlings bedeutendste Großveranstaltung auf die Beine zu stellen. Sie wurde später das Vorbild anderer WWF-Großereignisse. Die Wrestlemania ähnelte zwar der NWA Starrcade, es traten dort aber vor allem die Superstars der WWF auf, während Starrcade zu der Zeit hauptsächlich noch aus Jobber–Kämpfen mit wenigen NWA-Stars bestand. Ab 1985 wurden die Sendungen der WWF auch in das nationale Kabelfernsehen aufgenommen und liefen nun in den gesamten Vereinigten Staaten. In der Folgezeit begann die sogenannte „Rock-’n’-Wrestling-Ära“, die das Unternehmen an die Spitze dieser Unterhaltungsart brachte. Die WWF hat mit ihrem amerikanischen Helden Hulk Hogan einen Publikumsliebling (Babyface) zum Zugpferd gemacht und der Fankult „Hulkamania“ war für das Unternehmen ein Segen. Hulk Hogan hatte die WWF Championship in seiner ersten Regentschaft 1474 Tage inne und diese Zeit wurde von vielen als das „Second Golden Age“ (zu Deutsch „Zweites Goldenes Zeitalter“) des Wrestlings bezeichnet.

#### New Generation und Attitude Era (1993–2002)

New Generation Era WWF Logo (1995–1997)

Doch nach fast zehn erfolgreichen Jahren drohte ein Skandal. Es wurde bekannt, dass WWF-Superstars wie Hulk Hogan unter dem Verdacht des Steroid-Missbrauchs standen. Auch gegen Vince McMahon wurde ein Verfahren eröffnet, dessen Kosten sich auf rund 5 Millionen US-Dollar bezifferten. Die WWF war gezwungen zu reagieren und machte daher 1993 den wesentlich kleineren Bret Hart zum neuen Zugpferd. Vince McMahon kürzte seinen Wrestlern und dem WWF-Personal ihre Gehälter um fast 40 Prozent, was dazu führte, dass viele ehemalige WWF-Superstars sich zwischen 1993 und 1995 bei der vom Medienunternehmer Ted Turner finanzierten WCW verpflichteten. Infolge stand die Promotion kurz vor dem Bankrott. Um an frisches Geld für die Liga zu kommen, wurde die WWF schließlich in ein Börsen-notiertes Unternehmen umgewandelt.

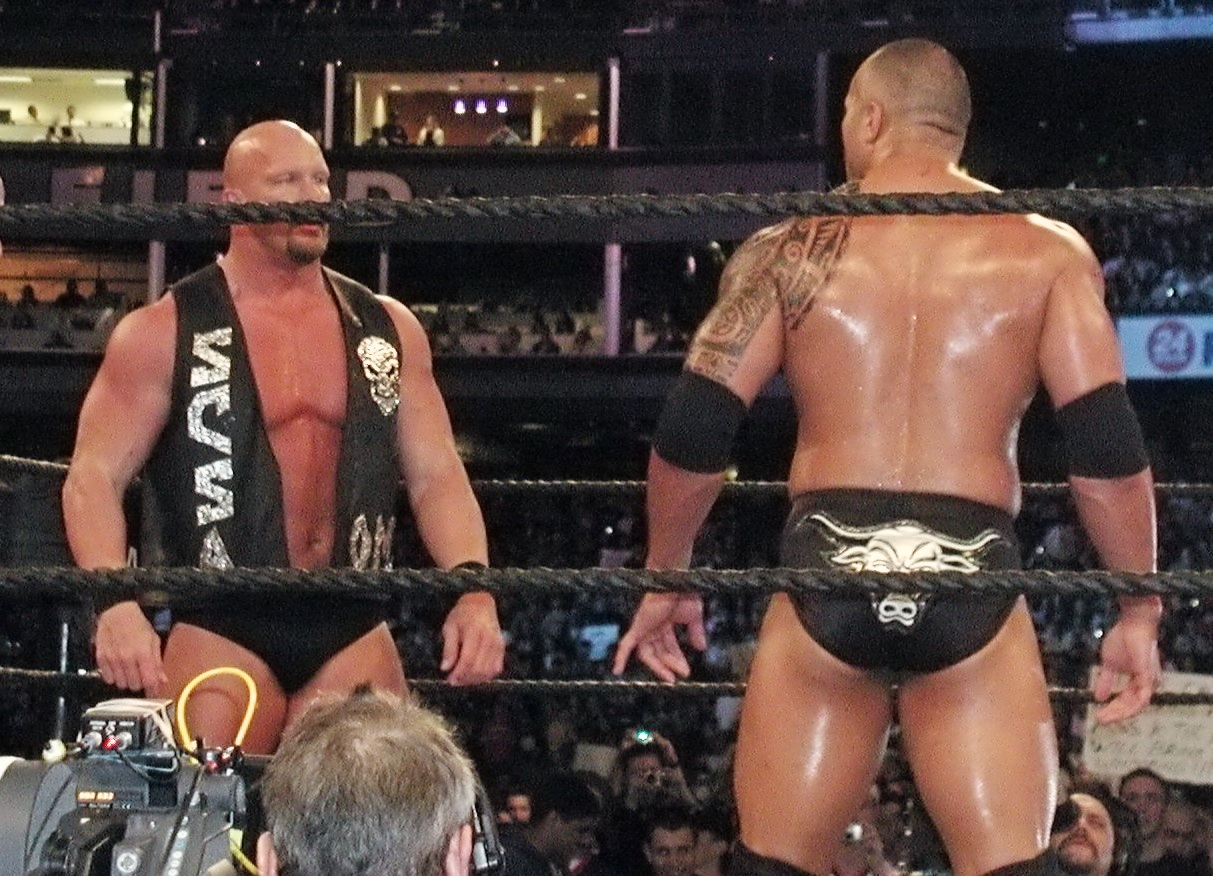
Steve Austin vs. The Rock bei WrestleMania XIX.

In den mehrjährigen Monday Night Wars, kämpften die Montag-Nacht-Shows der beiden Wrestlingpromotions um Einschaltquoten. Um diesen Quotenkrieg gewinnen zu können, begann 1997/98 die „Attitude-Ära“, die Superstars wie The Rock und Steve Austin hervorbrachte. Die WWF strahlte mehr Gewalt, Schimpfwörter und unerwartete Wendungen aus, um mit der WCW zu konkurrieren. Nachdem Bret Hart im Anschluss an den „Montreal Screwjob“-Vorfall zur WCW gewechselt war, nutzte Vince McMahon die resultierende Antipathie gegen ihn und schuf den Charakter des „Mr. McMahon“ mit dem Gimmick eines „skrupellosen Bösewichts“ und diktatorischen Herrschers der WWF. Er bevorzugte Heels, die „gut fürs Geschäft“ waren, und verabscheute „missratene“ Faces wie Steve Austin. Dies führte schließlich zur Fehde zwischen Austin gegen McMahon und war, neben der Formierung der Gruppe D-Generation X, die Grundlage der Attitude-Ära. Auch wurde nun die Zielgruppe der WWF geändert: Standen vor dieser „Attitude-Ära“ hauptsächlich Kinder und Jugendliche im Fokus, wurden nun auch die Altersgruppen darüber ins Auge gefasst. Viele neue Gesichter kamen zur WWF, wie Mick Foley, Chris Jericho, Kane und der olympische Goldmedaillen-Gewinner von 1996, Kurt Angle.
Während die WWF zunehmend den Quotenkrieg für sich entscheiden konnte, geriet die WCW durch innere Querelen und durch Umstrukturierungen ihres Mutterkonzerns in die Krise. Schließlich konnte McMahon 2001 sowohl die WCW als auch Extreme Championship Wrestling erwerben, wodurch die WWF in den USA zum faktischen Monopolisten und weltweit zum unbestrittenen Marktführer im Wrestling-Bereich aufstieg.
Die WWF versuchte auch in andere Unterhaltungsbereiche zu expandieren und gründete im Jahr 2000 eine eigene Football-Liga, die aber nach finanziellen Rückschlägen wieder eingestellt wurde.

### World Wrestling Entertainment (seit 2002)

#### Ruthless Aggression Era (2002–2008)

WWE Logo (2002–2014)

Im Mai 2002 verlor die World Wrestling Federation einen Rechtsstreit gegen den World Wide Fund for Nature, einer internationalen Umweltorganisation, um die Verwendung des Kürzels „WWF“ und der Internet-URL „WWF.com“ und musste sich daraufhin in World Wrestling Entertainment (WWE) umbenennen.

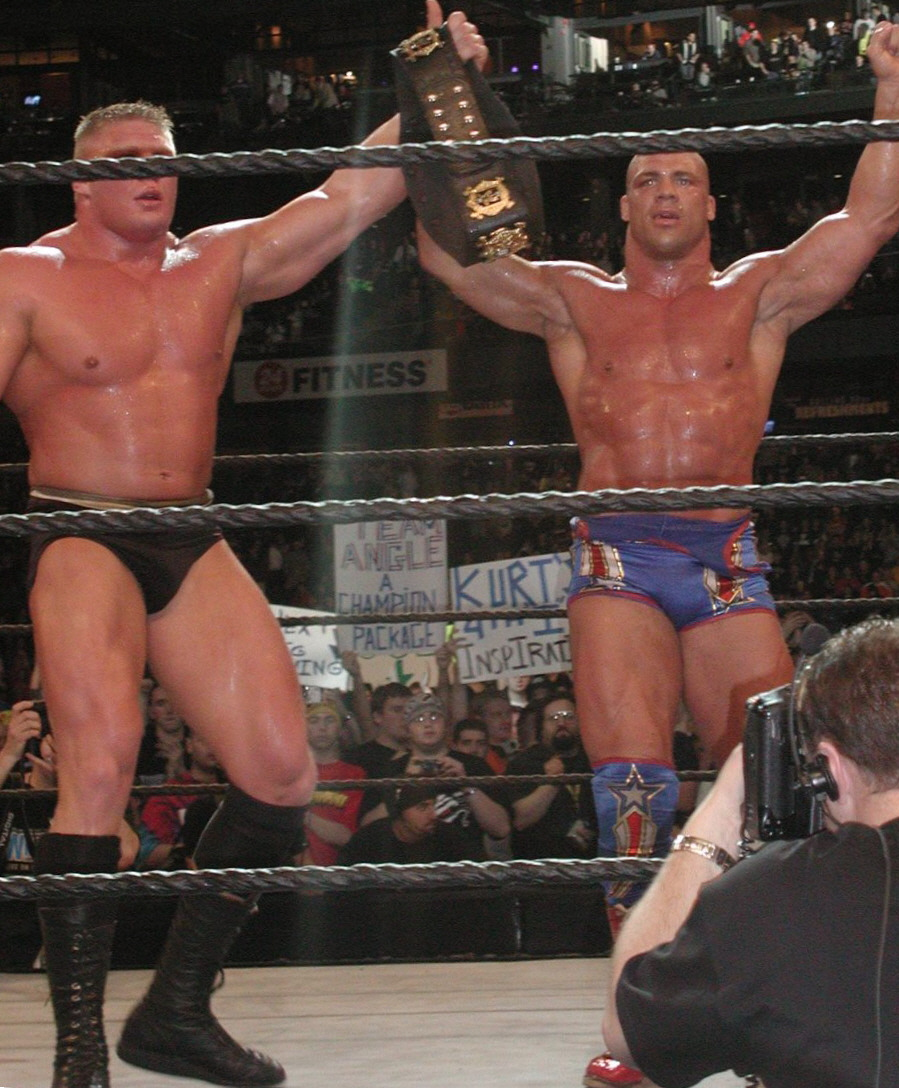
Brock Lesnar und Kurt Angle bei WrestleMania XIX (2003)

Durch dieses Urteil wurde die WWE zu weitreichenden Maßnahmen gezwungen. So mussten bei allen DVDs, die nach 2002 produziert wurden und alte Szenen aus der WWF-Zeit enthalten (was auf den meisten Compilation-DVDs über bekannte Wrestler der Fall ist), das WWF-Logo aus der Attitude-Ära nachträglich verpixelt werden, sodass es entweder komplett unkenntlich ist oder nur noch ein „WW“, darstellt, d. h. die rechte Seite des Logos unkenntlich gemacht wurde. Auf Merchandising-Artikeln musste das WWF-Scratch-Logo der Attitude-Ära ausgetauscht werden, wenn diese nach 2002 produziert und verkauft wurden. Dieses Urteil betraf allerdings nur das „Scratch-Logo“ der Attitude-Era, alle anderen WWF-Logos waren davon nicht betroffen und konnten auch nach 2002 verwendet werden, wie dies zum Beispiel bei der RAW „Old School“-Ausgabe am 15. November 2010 der Fall war. Auch die Namen der Championships der Liga wurden dem Urteil entsprechend angepasst: so wurde beispielsweise die „WWF Championship“ zur „WWE Championship“.
Im August 2012 gab die WWE bekannt, dass man sich mit dem World Wide Fund For Nature darauf geeinigt habe, das alte „Scratch-Logo“ im Fernsehen wieder unverdeckt zeigen zu dürfen. Dies hat im Hinblick auf das WWE Network, den hauseigenen Video-On-Demand-Service, eine nicht unerhebliche Bedeutung, da man sich so Kosten für die Bearbeitung des Videomaterials in den Archiven der WWE spart.
Aufgrund des nach dem Ende der WCW stark angewachsenen Kaders wurde dieser 2002 in der sogenannten Brand Extension auf die beiden Haupt-Shows RAW und SmackDown aufgeteilt, die nun als völlig getrennte Teilpromotionen liefen. Wechsel von einem Brand zum anderen wurden von 2002 bis 2011 über den WWE Draft vorgenommen. Der WWE Draft fand seit der Einführung des SuperShow-Konzeptes im Jahr 2011 nicht mehr statt, da alle Wrestler in allen Shows je nach Bedarf eingesetzt werden und auch alle Titel dort verteidigen können.
Im Jahr 2006 wurde eine Neuauflage von Extreme Championship Wrestling als drittem Brand eingeführt. Ab Juni lief die ECW-Show jeden Dienstagabend auf Syfy und seit Januar 2008 wurden alle Sendungen der WWE und den drei Rostern in HDTV produziert und gesendet. Am 16. Februar 2010 wurde die ECW endgültig eingestellt. Auf dem Sendeplatz wurde nun WWE NXT als neueste Sendung ausgestrahlt.

#### PG Era (2008–2014)
Seit Januar 2008 werden alle Shows der WWE in HDTV produziert und ausgestrahlt („presented in WWE HD“). Die HD-Versionen der WWE-Shows wurden von Januar 2012 bis April 2014 auch in Deutschland auf Sky und mittlerweile auf ProSieben MAXX (Monday Night RAW und SmackDown Live) ausgestrahlt.

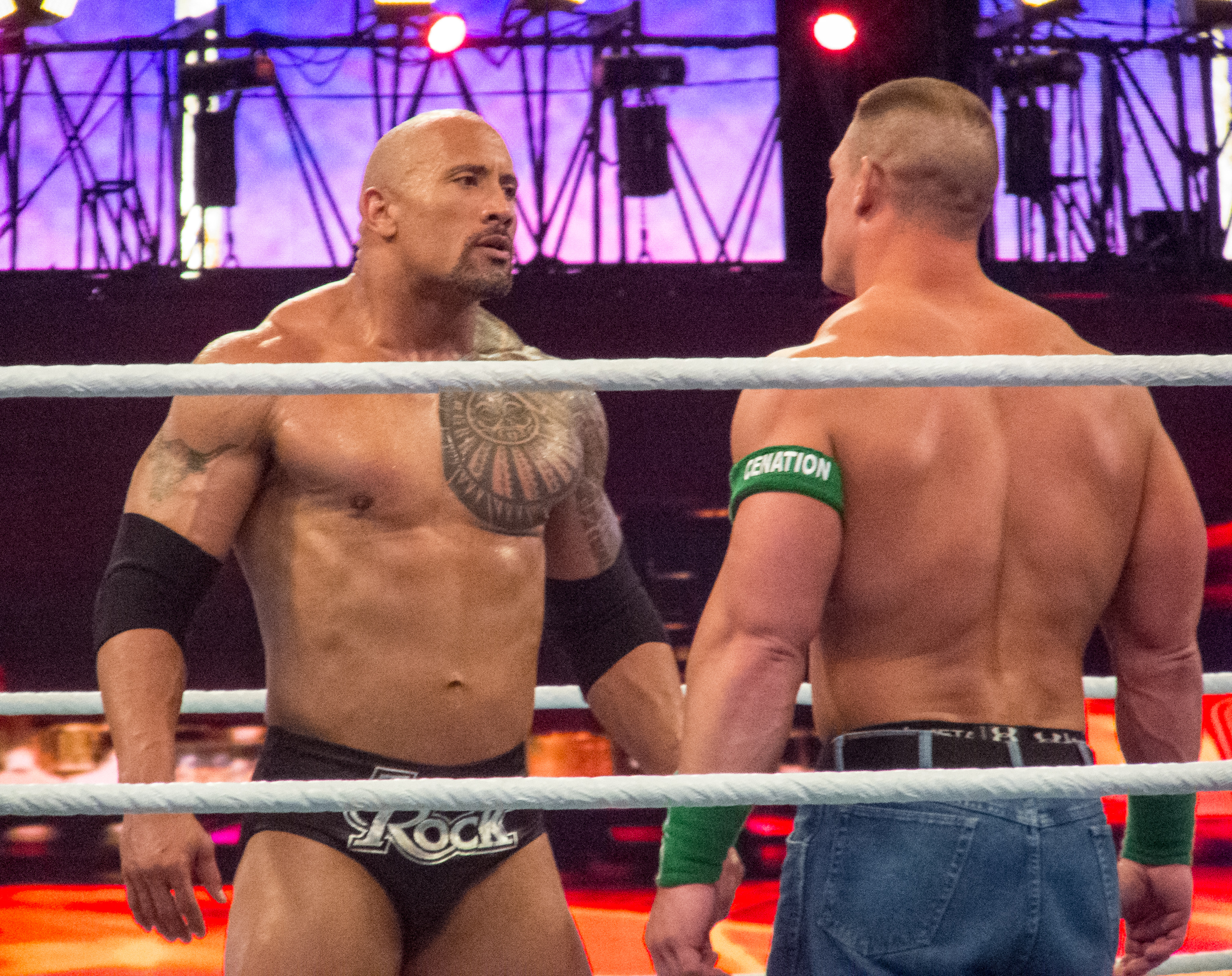
The Rock und John Cena bei WrestleMania XXVIII (2012)

Neben den Wrestling-Shows produzieren die WWE Studios, eine Tochterfirma der WWE Inc. auch mehrere Kinofilme, unter anderem See No Evil mit Kane, die Filmreihe The Marine (mit John Cena, später mit Ted DiBiase Jr. und The Miz), Die Todeskandidaten (The Condemned) mit Steve Austin und Zwölf Runden (12 Rounds) mit John Cena.
Seit April 2011 firmiert das Unternehmen nur noch als WWE, sowohl auf DVD- und Blu-ray-Produktionen sowie bei Fernsehübertragungen und auf seiner Website. Damit will Vince McMahon der Marke einen neuen Anstrich geben und zunehmend mehr in die Medien- und Unterhaltungsbranche einsteigen. Zu diesem Zweck sollen einige Unternehmen in der Branche aufgekauft werden. Die WWE erhofft sich dadurch ein Wachstum des Geschäftsmodells.
Am 29. August 2011 gab die WWE bekannt, die bis dahin offiziell geltende Trennung der Kader zu lockern, so dass die Wrestler bei allen Shows und Veranstaltungen der WWE gemeinsam auftreten und die Titel in allen Shows verteidigt werden konnten. Dazu wurde aus der RAW-Show die „RAW SuperShow“, um das neue Konzept auch im Namen zu verdeutlichen. Bei der 1000. Folge von RAW am 23. Juli 2012 wurde der Zusatz „SuperShow“ wieder aus dem Sendungsnamen entfernt, das Konzept wird weiterhin aufrechterhalten.

#### Reality/New Era und Übernahme von Endeavor (seit 2014)

WWE Logo (seit 2014)

Im Januar 2014 startete der Video-On-Demand-Dienst WWE Network in den Vereinigten Staaten und wurde Schritt für Schritt in weiteren Ländern zugänglich gemacht. Die Videoplattform enthält alle PPVs der WWE, ECW und WCW, alle Folgen von Raw und SmackDown mit einer Verzögerung von einigen Wochen, diverse Eigenproduktionen sowie Fernsehproduktionen verschiedener anderer Promotions. Außerdem strahlt das Network alle PPVs der Promotion live aus.
Mit dem 19. Juli 2016 wurde, neben der Umwandlung von Smackdown in eine Live-Sendung, der WWE Draft wieder eingeführt, wodurch Raw und Smackdown Live erneut über unterschiedliche Kader verfügen.
Seit dem 8. November 2013 betreibt WWE ein Büro in München. Dieses Büro vertritt das Unternehmen in der Region Deutschland, Österreich und Schweiz bei der Veranstaltungsplanung und soll Anlaufpunkt für die Fans sein. Mit der Leitung wurde Stefan Kastenmüller beauftragt. 2018 verließ Kastenmüller das Unternehmen, da er mit der Ausrichtung des Produkts unzufrieden war. Im Jahr 2021 gab WWE bekannt, dass NBCUniversal die exklusiven US-Vertriebsrechte am WWE Network erworben hat.
Am 3. April 2023 schlossen WWE und Endeavor eine Vereinbarung, wonach WWE mit der UFC-Muttergesellschaft Endeavor fusionieren und ein neues Unternehmen gründen würde, das an der New Yorker Börse (NYSE) unter dem Namen „TKO“ notiert werden würde. Endeavor wird einen Anteil von 51 % an „TKO“ halten, während die WWE-Aktionäre einen Anteil von 49 % halten werden, wodurch WWE mit 9,1 Milliarden Dollar bewertet wird. Dies war das erste Mal, das die WWE nicht mehr mehrheitlich von der Familie McMahon kontrolliert wurde.

## Show-Formate

### Wöchentliche Fernsehsendungen

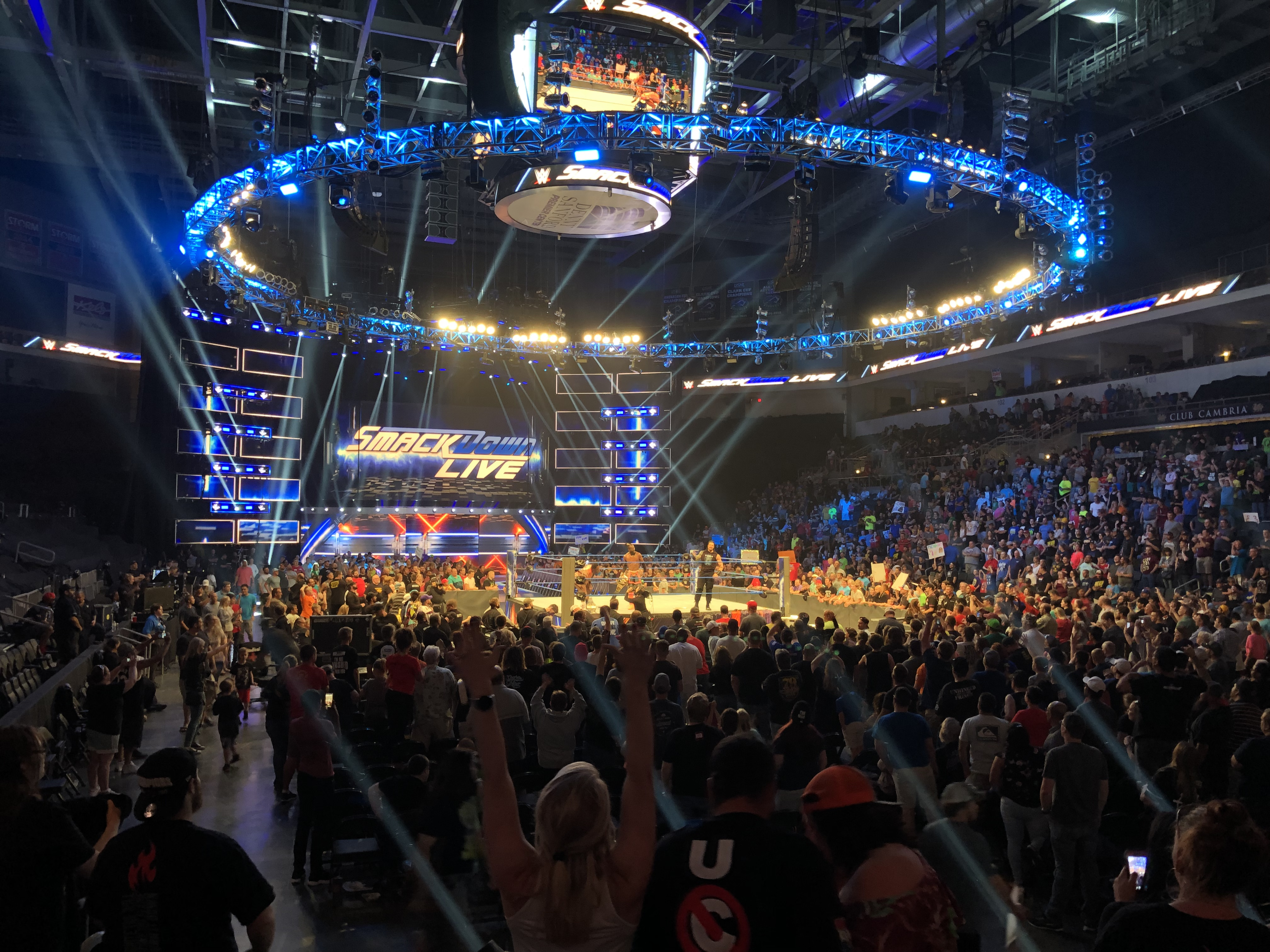
SmackDown ist einer der beiden Flaggschiff-Shows der WWE. Das im Bild gezeigte Set-Design wurde in der ersten SmackDown-Ausgabe nach SummerSlam eingeführt und von 2016 bis 2019 verwendet.

Monday Night Raw ist die Flaggschiff-Show der WWE und hatte seine Premiere am 11. Januar 1993 auf dem Sender USA Network. Sie wird seit dem traditionell jeden Montagabend live gesendet. Am 23. Januar 2024 gab die WWE bekannt, dass Raw im Januar 2025 zum Streaming-Dienst Netflix wechseln wird. Die zweitgrößte show der WWE ist Friday Night SmackDown. SmackDown hatte seine Premiere am 29. April 1999 auf dem Sender UPN und wird seit dem 13. September 2024 auf dem USA Network ausgestrahlt. Die dritte show der WWE ist NXT. Diese wird derzeit jeden Dienstag auf The CW ausgestrahlt. NXT hatte seine Premiere am 23. Februar 2010 auf Syfy und es treten vorwiegend Nachwuchswrestler auf.
Im März 2002 wurde die WWE in zwei unterschiedliche Brands unterteilt, die nach ihren beiden großen Fernsehserien Raw und SmackDown benannt wurden. Von 2006 bis 2010 gab es einen dritten Brand für die Fernsehsendung ECW. Dieser wurde durch NXT ersetzt.
Aktuelle wöchentliche Wrestling-Shows
- Monday Night Raw[9] (seit 11. Januar 1993)
- Friday Night SmackDown[10] (seit 29. April 1999)
- NXT[11] (seit 23. Februar 2010)
- Main Event[12] (seit 3. Oktober 2012)
- Speed[13] (seit 3. April 2024)

Ehemalige wöchentliche Wrestling-Shows
- Prime Time Wrestling[14] (1. Januar 1985 bis 4. Januar 1993)
- Shotgun Saturday Night[15] (4. Januar 1997 bis 21. August 1999)
- Sunday Night Heat[16] (2. August 1998 bis 30. Mai 2008)
- Jakked[17] und Metal[18] (28. August 1999 bis 19. Mai 2002)
- Velocity[19] (25. Mai 2002 bis 11. Juni 2006)
- ECW on Sci-Fi[20] (13. Juni 2006 bis 16. Februar 2010)
- Superstars[21] (16. April 2009 bis 25. November 2016)
- 205 Live[22] (29. November 2016 bis 11. Februar  2022)
- NXT UK[23] (17. Oktober 2018 bis 1. September 2022)
- NXT Level Up[24] (18. Februar 2022 bis 27. Dezember 2024)

### Großveranstaltungen

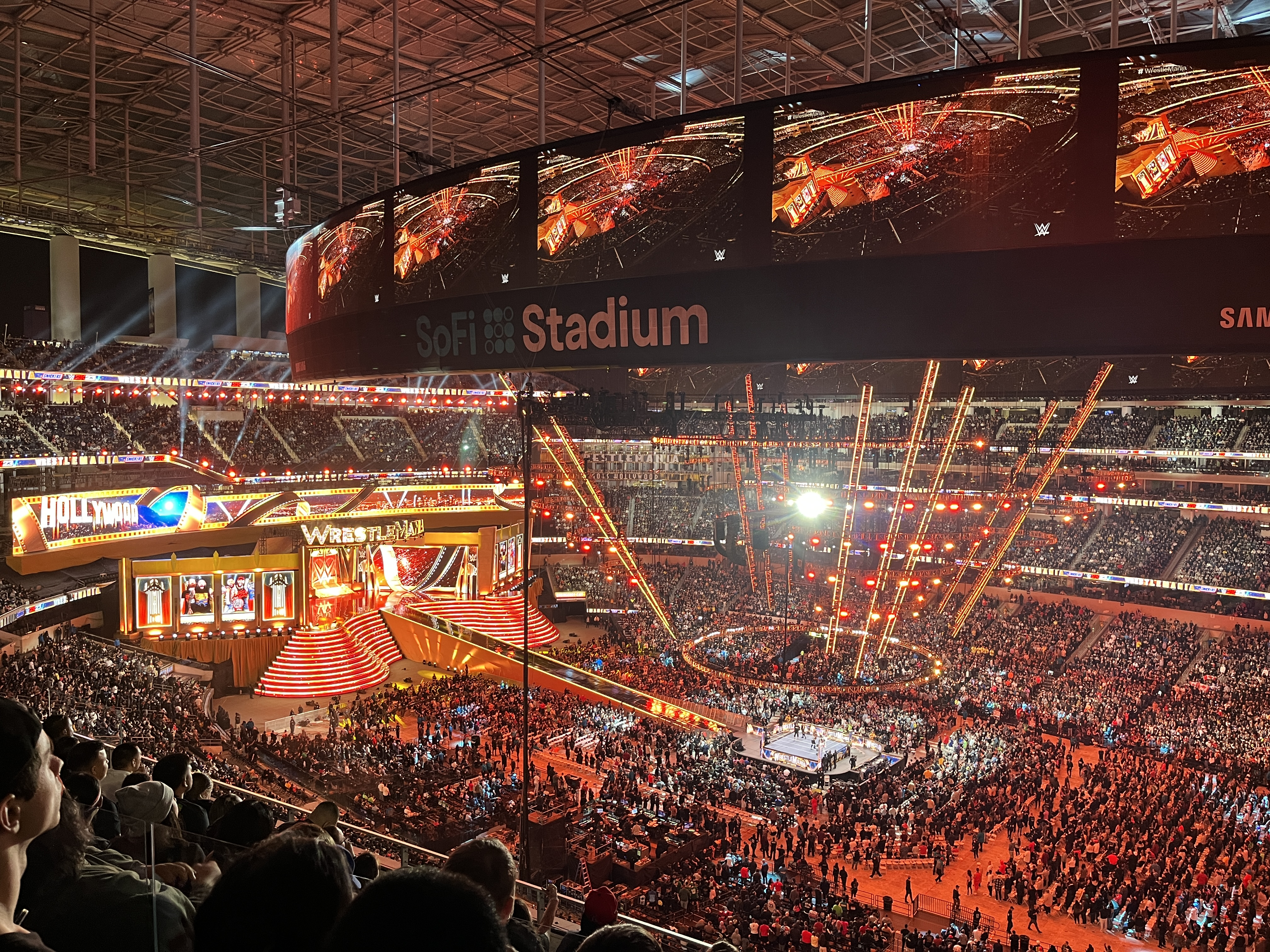
WrestleMania ist das größte Pay-per-View-Event der WWE. Im Jahr 2023 fand die 39. Ausgabe im SoFi Stadium statt, mit 80.497 Zuschauern am ersten Abend und 81.395 Zuschauern am zweiten Abend (insgesamt 161.892 Zuschauer).

Die WWE überträgt Pay-per-View-Events seit den 1980er Jahren, als ihre klassischen „Big Four“-Events (Royal Rumble, WrestleMania, SummerSlam und Survivor Series) erstmals etabliert wurden. Die PPVs des Unternehmens wurden Mitte der 1990er Jahre durch zunächst kürzere und kostengünstigere Veranstaltungen namens In Your House auf monatliche Basis erweitert, denn bis zum Jahr 1995 war die Anzahl der PPVs auf fünf begrenzt. Ab 1996 startete die WWF die monatlichen PPVs mit einem jeweils festen Namen. Darüber hinaus produzierte WWE zwischen 1997 und 2003 internationale PPVs, die in den Vereinigten Staaten nicht verfügbar waren.
Nach dem ursprünglichen Brand-Split im Jahr 2002 hatte die WWE zwei unterschiedliche Roster, die jeweils Raw und SmackDown repräsentierten. Bei den traditionellen „Big Four“ PPV-Events trat weiterhin das gesamte Roster auf, während bis März 2007 die verbleibenden PPV-Events jeweils nur das Raw oder SmackDown Roster auftrat. Nach dem zweiten Brand-Split im Juli 2016 kehrten Exklusive PPVs für Raw und SmackDown für kurze Zeit zurück. ECW erhielt auch eigene PPV-Veranstaltungen. Im Jahr 2008 begannen alle WWE PPV-Events mit der Übertragung in High-Definition.
Das PPV-Geschäft des Unternehmens begann sich mit der Einführung des WWE Network am 24. Februar 2014 drastisch zu verändern. Der Fokus von WWE hat sich weg von der ausschließlichen Bereitstellung ihrer Veranstaltungen auf PPV-Kanälen verlagert. Ihr Hauptaugenmerk war jetzt alle Veranstaltungen im WWE Network auszustrahlen, einschließlich einiger exklusiver Events. Seit Fastlane (2021) begannen WWE PPVs auf Peacock in den USA ausgestrahlten.
Derzeit dauern WWE PPV-Events in der Regel 3 Stunden, wobei einige Events länger oder kürzer dauern. WWE strahlt vor den meisten PPV-Events eine Pre-Show aus, die als Kickoff-Show bekannt ist und Matche, Interviews und ein Expertengremium enthält, das eine Vorschau auf das bevorstehende Line-Up gibt. WWE sendet gelegentlich eine Post-Show nach einigen Events, die als Fallout für PPVs bekannt sind. Jede Post-Show beinhaltet Interviews und ein Expertengremium, das die Veranstaltung analysiert.

### Draft
Nachdem die World Wrestling Federation (WWF) die konkurrierenden Wrestlingligen World Championship Wrestling (WCW) und Extreme Championship Wrestling (ECW) übernommen hatte, wurde die Liga in zwei verschiedene Roster gespalten: Raw und Smackdown. Im Zuge einer Storyline kündigte WWF-CEO Linda McMahon an, dass die beiden Teilhaber Ric Flair (Übernahm im Laufe der Storyline RAW) und Vince McMahon (Übernahm während der Storyline Smackdown) jeweils 30 Superstars für ihr Roster auswählen dürften. Am 25. März 2002 fand der Draft statt. Der erste Teil des Draft wurde während Raw gezeigt, den Rest konnte man sich auf der WWF-Homepage ansehen. Nachdem der Draft 2003 ausgesetzt wurde, kündigte Vince McMahon im März 2004 die Rückkehr der Draft-Lotterie an, passend zum Wrestlemania-XX-Motto, „Where it all begins...again“. Die General Manager der beiden Roster konnten sich dabei jeweils sechs Superstars auswählen. Anders als bei den letzten zwei Drafts fand der Draft 2005 nicht an einem einzigen Abend, sondern den ganzen Monat Juli über statt. Während des Draft musste John Cena, der zu dieser Zeit WWE Champion war, zu Raw gehen. Im Gegenzug wechselte kurze Zeit später Batista, der den World Heavyweight Titel hielt, zu SmackDown. Die beiden höchsten Titel der WWE hatten somit zum ersten Mal das Roster gewechselt.
Im Jahr 2006 wurde der Draft wieder ausgesetzt. Aber nachdem die Extreme Championship Wrestling (ECW) 2006 ihr Comeback als neues WWE-Roster feierte, erlaubte Vince McMahon dem ECW General Manager Paul Heyman sich von jedem der anderen beiden Roster jeweils einen Superstar zu holen. Im Jahr 2007 nahmen zum ersten Mal die drei Roster am Draft teil. Anders als bisher war es den General Managern nun nicht mehr möglich, sich abwechselnd die Superstars auszuwählen. Stattdessen wurden Draft-Matches zwischen den Wrestlern der verschiedenen Roster ausgetragen. Dem Roster des Siegers wird ein Superstar aus dem anderen Roster zugeteilt. Der gleiche Mechanismus wurde in den folgenden Jahren ebenfalls angewandt. Im Zuge der WWE Draft 2009 wechselten Superstars und Divas die Roster im Rahmen der sogenannten „Supplement Draft“ (Ergänzungsdraft), die nicht in der Show, sondern im Internet bekanntgegeben wurden. Nachdem die ECW eingestellt worden war, fand der Draft 2010 wieder nur zwischen RAW und SmackDown statt. 2011 wechselten sechs Wrestler On-Air. Bei diesem Draft wurde außerdem zum ersten Mal in der Live-Show ein Wrestler doppelt gedraftet. John Cena wurde zunächst von RAW zu SmackDown und anschließend wieder zurück zu RAW gewechselt. Bei dem „Supplement Draft“ wechselten 22 Wrestler das Roster. Ende 2011 wurde der roster split mit der Einführung des „Supershow“-Konzepts de facto aufgehoben, sodass alle Wrestler in allen Shows auftreten konnten. Seitdem fand vorerst kein Draft mehr statt.
Seit dem 19. Juli 2016 wurden Raw und SmackDown wieder in zwei unterschiedliche Roster geteilt. Somit kehrte auch der WWE Draft in die TV-Shows zurück. Von 2017 bis 2019 wurde der Draft in Superstar Shake-up umbenannt. Im Jahr 2019 fanden zum ersten Mal zwei Drafts statt. Im April der Superstar Shake-up und im Oktober (zurück zu seinem ursprünglichen Namen) der Draft.

## WWE Network und Distributions-Verträge
Am 24. Februar 2014 startete WWE einen Streaming-Dienst. Der Video-on-Demand-Dienst umfasste vergangene und gegenwärtige WWE-Shows, Pay-per-Views und Shows aus der WWE Library. Die WWE Library umfasst fast alle früheren und gegenwärtigen WWE-Produktionen, sowie auch mehrere Produktionen anderer Promotionen wie World Championship Wrestling (WCW) und Extreme Championship Wrestling (ECW). Dazu gehört auch die Mehrheit des NWA-Filmmaterials, das die meisten bedeutenden NWA-Matches aus den 1970er, 1980er und frühen 1990er Jahren ausmacht.
Am 25. Januar 2021 gab WWE bekannt, dass NBCUniversal die exklusiven US-Vertriebsrechte am WWE Network erworben hat und dass der Dienst am 18. März 2021 in den NBCUniversal-eigenen Streaming-Dienst Peacock integriert wird. Bestehende und zukünftige WWE Network-Inhalte werden innerhalb des Peacock-Dienstes gehostet. Nach einer Übergangszeit stellte das eigenständige WWE Network am 4. April 2021 den Betrieb in den USA ein. Das WWE Network war außerhalb der Vereinigten Staaten weiterhin als eigenständiges Angebot.
Am 23. Januar 2024 wurde angekündigt, das Netflix ab Januar 2025 die wöchentliche Flaggschiff-Show Raw exklusiv in den USA, Lateinamerika, Kanada und dem Vereinigten Königreich ausstrahlen wird. Netflix wird außerdem alle WWE-Inhalte außerhalb der USA ausstrahlen, darunter Dokumentationen, Originalserien, SmackDown, NXT und Premium-Live-Events wie WrestleMania, SummerSlam, Survivor Series und Royal Rumble. Infolgedessen hat das WWE Network zum 1. Januar 2025 den eigenständigen Betrieb in der überwiegenden Mehrheit seiner verbleibenden Länder eingestellt. Der Service bleibt auf unbestimmte Zeit in einer kleinen Anzahl von Gebieten aktiv, in denen der Vertrag mit Netflix aufgrund bestehende Vereinbarungen nicht sofort in Kraft treten kann.

## Roster
Das WWE-Roster umfasst professionelle Wrestler und Wrestlerinnen. Ein Wrestler wird als „WWE Superstar“ bezeichnet, während Wrestler, die im Ruhestand sind, als „WWE Legends“ (oder „Hall of Famers“, wenn sie in die Hall of Fame aufgenommen wurden) beschrieben werden. Unerfahrene Wrestler werden im Performance Center ausgebildet und treten währenddessen bei NXT-Shows auf, was ihnen ermöglicht, ihre Fähigkeiten zu entwickeln und Ringerfahrungen zu sammeln, bevor sie zum Hauptkader Raw und SmackDown aufsteigen.

### Verträge
WWE verpflichtet die meisten ihrer Talente zu exklusiven Verträgen, was bedeutet, dass Talente nur bei WWE-Sendungen und -Events auftreten können. Sie dürfen nicht für andere Ligen auftreten, es sei denn, es wurden zuvor besondere Vereinbarungen getroffen. Die WWE hält das Gehalt, die Beschäftigungsdauer, die Leistungen und alle anderen Vertragsdetails aller Wrestler streng geheim.
Die WWE klassifiziert seine Wrestler als Independent-Contractors und nicht als Angestellte. Eine Studie der University of Louisville Law Review ergab, dass nach Anwendung des 20-Faktoren-Tests des Internal Revenue Service (IRS) 16 Faktoren „eindeutig darauf hindeuten, dass Wrestler Angestellte sind“. Als Folge davon, dass WWE sie als Independent-Contractors bezeichnet, „werden den Wrestlern unzählige Vorteile verweigert, auf die sie sonst Anspruch hätten“.

### Talent-Wellness-Programm
Die World Wrestling Federation hatte bereits 1987 eine Richtlinie für Drogentests eingeführt, die zunächst von einem internen Administrator geleitet wurde. 1991 wurden Ringer zum ersten Mal unabhängigen Tests auf Anabolika unterzogen. Die unabhängigen Tests wurden 1996 eingestellt, da sie als zu teuer erachtet wurden, da das Unternehmen zu dieser Zeit aufgrund der überwältigenden Popularität seiner Konkurrenten World Championship Wrestling, die dem Geschäft des Verbandes schadeten, einen finanziellen Druck durchmachte.
Das Talent-Wellness-Programm ist ein umfassendes Drogen-, Alkohol- und Herz-Screening-Programm, das im Februar 2006, drei Monate nach dem plötzlichen Tod eines ihrer bekanntesten Talente, Eddie Guerrero, der im Alter von 38 Jahren starb, ins Leben gerufen wurde. Die Richtlinien sollen den Konsum von Freizeitdrogen und den Missbrauch verschreibungspflichtiger Medikamente, einschließlich anaboler Steroide, unterbinden. Gemäß den Richtlinien werden Talente auch jährlich auf bereits bestehende oder sich entwickelnde Herzprobleme getestet. Die Drogentests werden von der Aegis Sciences Corporation durchgeführt und die Herzuntersuchungen werden von New York Cardiology Associates P.C. durchgeführt. Die Richtlinie verlangt, dass alle Talente, die „bei WWE unter Vertrag stehen und regelmäßig als Sport-Entertainer Dienstleistungen im Ring erbringen“, einem Test unterzogen werden; Teilzeittalente sind jedoch von der Prüfung ausgenommen.
Aufgrund der Wellness-Richtlinie konnten Ärzte bei einem ihrer Darsteller ein Herzleiden diagnostizieren, das sonst wahrscheinlich zu lange unbemerkt geblieben wäre. Im August 2007 wurde beim damals amtierenden United States Champion MVP das Wolff-Parkinson-White-Syndrom diagnostiziert, das bei Nichtdiagnose potenziell tödlich sein kann. Die Krankheit wurde entdeckt, als Assad eine routinemäßige Überprüfung der Wellness-Richtlinien durchführte.
Am 13. September 2010 aktualisierte die WWE ihre Liste der verbotenen Substanzen um Muskelrelaxantien.

## Performance Center

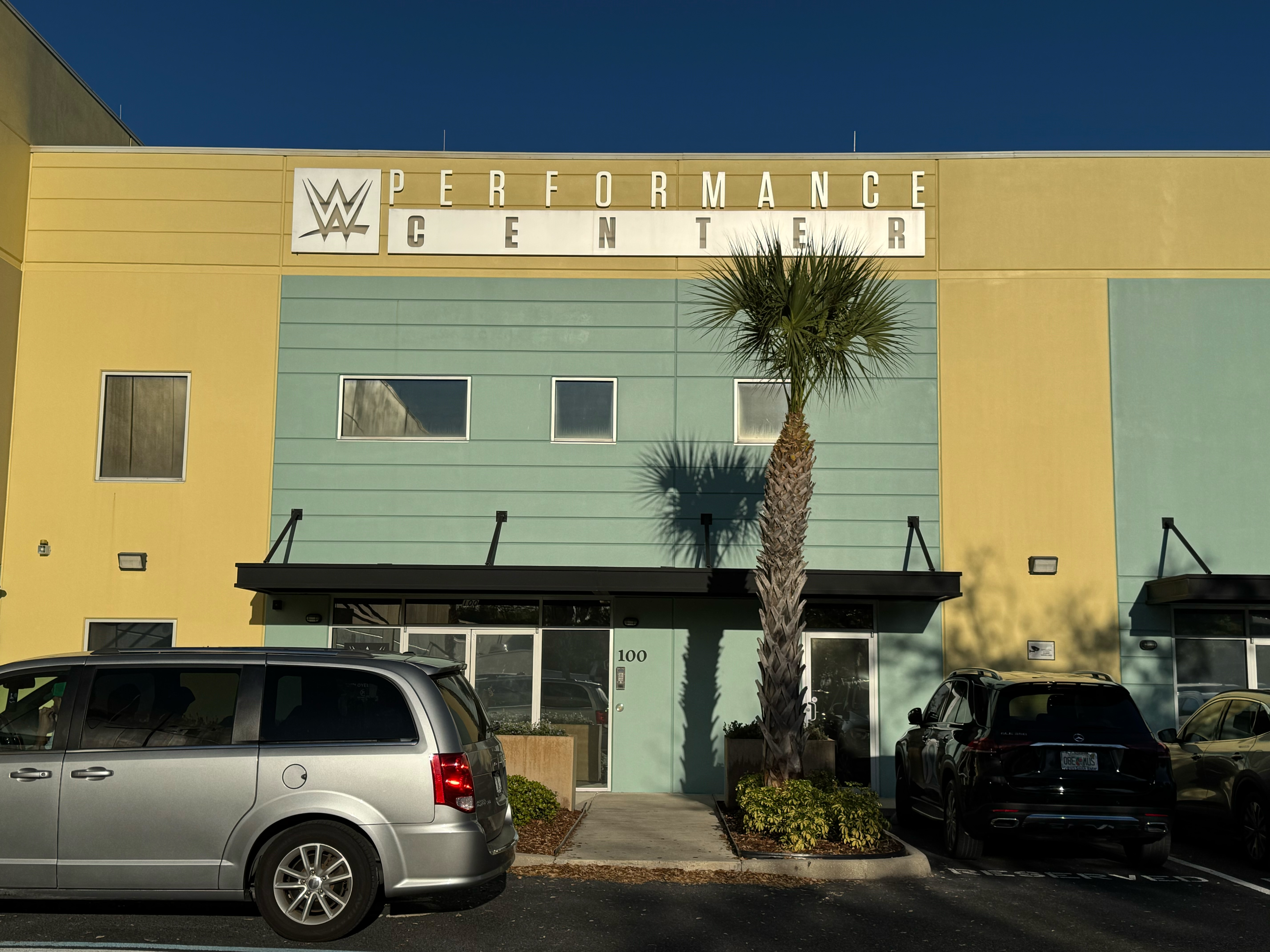
Das Performance Center, 2025

Das Performance Center ist die offizielle professionelle Wrestlingschule der WWE. Die Anlage erstreckt sich über eine Fläche von 2.400 Quadratmeter und umfasst sieben Trainingsringe (einschließlich eines speziellen, gepolsterten Rings für High-Flying-Moves), Bearbeitungs- und Produktionsanlagen und ein Voice-Over Raum den Darsteller und On-Air-Ansager zum Üben verwenden können. Die Auszubildenden verfügen über eine Vielzahl von Erfahrungsstufen, von Anfängern, die keinen Wrestling-Hintergrund haben, bis hin zu erfahrenen Wrestlern aus dem Independent-Ligen. Wrestler trainieren, um ihre In-Ring-Leistung, Kraft und Kondition zu verbessern sowie an ihrem Charakter und ihrer Persönlichkeit zu arbeiten. Im Performance Center trainieren auch kommende Schiedsrichter, Ringansager, Kommentatoren und Backstage-Interviewer. Die Auszubildenden trainieren Vollzeit, während sie auch wöchentlich in der Wrestling-Show NXT auftreten. Darüber hinaus nutzen etablierte WWE-Superstars die Einrichtung häufig zum Training und zur Rehabilitation von Verletzungen. Vor der Gründung des Performance Centers arbeitet die WWE mit verschiedenen kleinen Promotionen zusammen, wie z. B. Ohio Valley Wrestling, Deep South Wrestling und Florida Championship Wrestling, die als Aufbau-Ligen dienten. Über die Jahre beendete die WWE die Zusammenarbeit mit diesen Promotionen.
Im Jahr 2013 warfen einige von der WWE entlassene Wrestler der WWE mehrere Fehlverhalten vor. Trent Barreta und Briley Pierce warfen dem Krafttrainer sexuelle Belästigungen gegenüber den weiblichen Wrestlerinnen vor, während Chase Donovan und Chad Baxtern Bill DeMott homophobe Beleidigungen vorwarfen. Außerdem warfen sie ihm vor, Zollstöcke auf den Rücken der Wrestler zu zerschlagen und eine Waffe während des Trainings dabei zu haben. Als Reaktion veröffentlichte die WWE im Juli eine Erklärung, dass „keine Beschwerden wegen sexueller Belästigung gegen irgendeinen Mitarbeiter von WWE's Ausbildungsstätte in Orlando eingereicht wurden. Stattdessen waren unbegründete Anschuldigungen von verstimmten ehemaligen Mitarbeitern erhoben worden, die kürzlich von der WWE entlassen wurden. Ungeachtet dessen nimmt die WWE diese Probleme ernst und befasste sich mit diesem Thema, mit dem Ergebnis, dass es keine Fehlverhalten gegeben hat.“
Anlässlich der weltweiten COVID-19-Pandemie wurden im Performance Center unter Ausschluss von Zuschauern sämtliche wöchentliche Sendungen wie Raw, Smackdown und NXT abgehalten. Am 16. März 2020 entschied die WWE ihre größte Veranstaltung des Jahres, Wrestlemania 36, auch ohne Publikum im Performance Center stattfinden zu lassen. Im Oktober 2020 wurde bekannt gegeben, dass das Performance Center zum Capitol Wrestling Center (CWC) umgestaltet wird. Dies war zum Ehren der Capitol Wrestling Corporation. Der CWC-Name wurde im September 2021 im Rahmen eines größeren Relaunchs von NXT gestrichen.

## Unternehmensführung

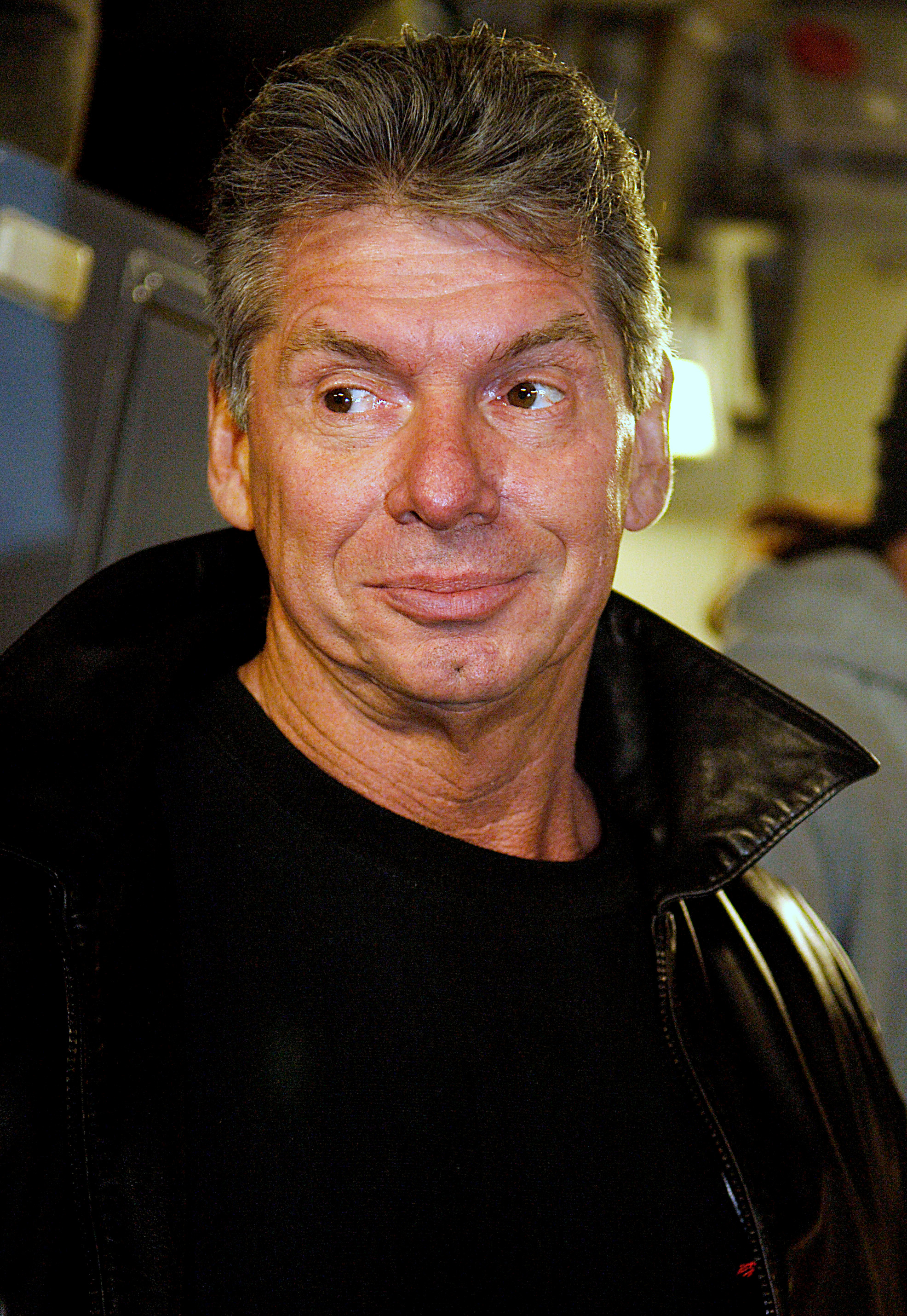
Ehemaliger Chairman Vince McMahon

Am 19. Oktober 1999 startete die WWF, die zuvor im Besitz der Muttergesellschaft Titan Sports war, einen Börsengang als börsennotiertes Unternehmen, das an der New York Stock Exchange (NYSE) mit der Ausgabe von Aktien im Wert von 172,5 Millionen US-Dollar gehandelt wurde. Das Unternehmen wird seit seiner Einführung an der NYSE unter dem Tickersymbol WWE gehandelt.
Das Unternehmen hat sich durch Präsentationen auf Investorenkonferenzen und anderen Investor-Relations-Initiativen aktiv als börsennotiertes Unternehmen vermarktet. Im Juni 2003 begann das Unternehmen, auf seine Aktien eine Dividende von 0,04 US-Dollar pro Aktie auszuschütten. Im Juni 2011 senkte das Unternehmen seine Dividende von 0,36 USD auf 0,12 USD. Im Jahr 2014 führten Bedenken hinsichtlich der Rentabilität des Unternehmens zu starken Schwankungen des Aktienkurses. Am 17. Juni 2022 übernahm Triple H den Posten als Vorsitzender und Chief Executive Officer, nachdem Schweigegeld-Vorwürfe gegen Vince McMahon publik geworden sind.

### TKO: Fusion mit Ultimate Fighting Championship

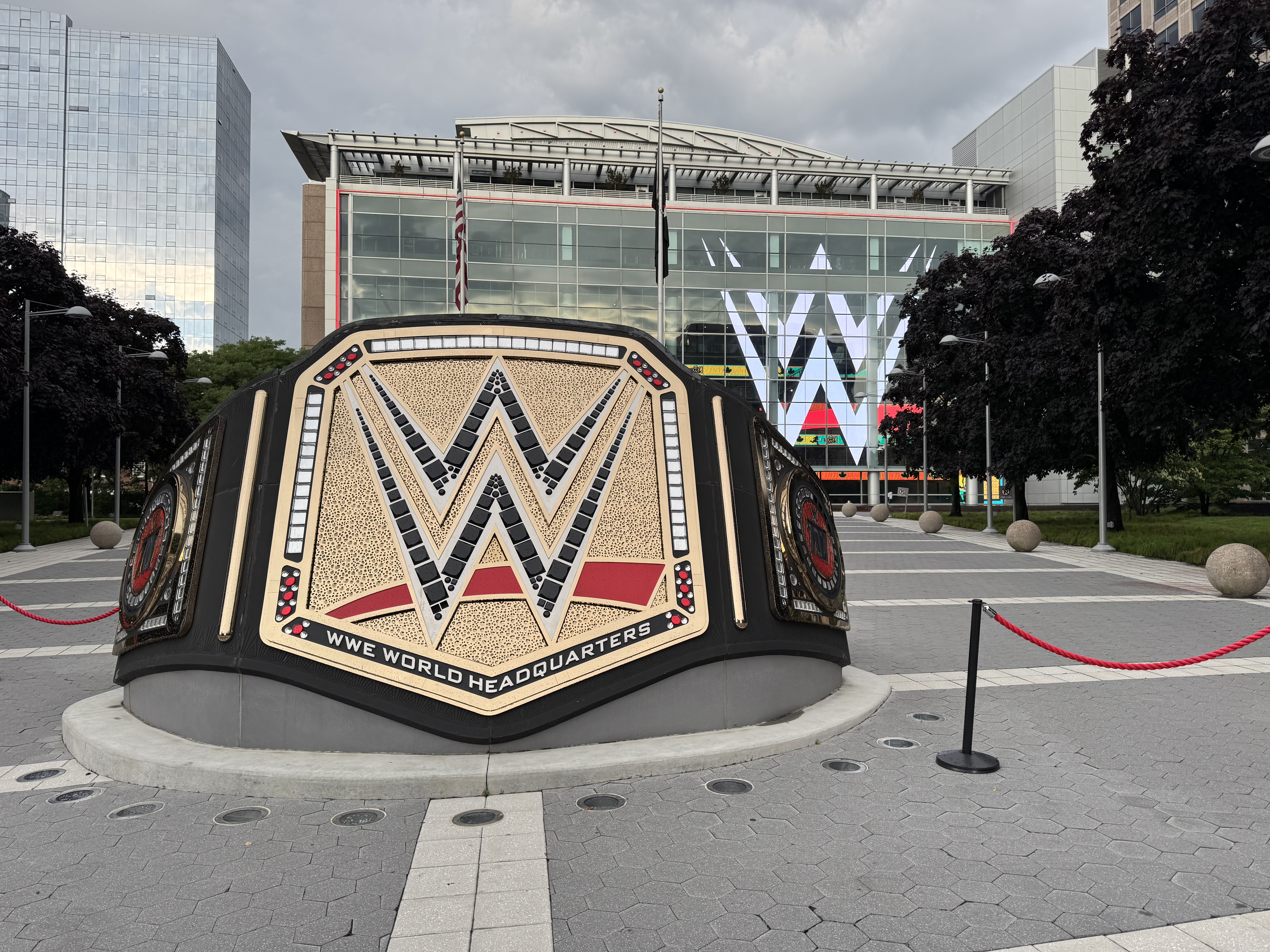
Hauptsitz der WWE.

Anfang 2023 begann WWE mit der Prüfung eines möglichen Verkaufs des Unternehmens. Am 10. Januar 2023 verkündete Stephanie McMahon ihren Rücktritt. Einige Tage zuvor wurde ihr Vater wieder vom WWE-Vorstand zum Chairman ernannt. Die Geschäftsführung der WWE übernahm ab dem Zeitpunkt Nick Khan. Im April 2023 schloss WWE einen Vertrag mit Endeavour Group Holdings ab, der die Fusion von World Wrestling Entertainment, Inc. mit Zuffa LLC, der Muttergesellschaft der Mixed-Martial-Arts-Promotion Ultimate Fighting Championship (UFC), zur Gründung von TKO Group Holdings vorsah. Die neuen Aktiengesellschaft TKO Group Holdings soll sich mehrheitlich im Besitz von Endeavour befinden, wobei McMahon als Vorstandsvorsitzender des neuen Unternehmens fungiert und Nick Khan Präsident wird. Die Fusion vollzog sich im September 2023. Endeavor brachte UFC in die TKO-Gruppe ein und hält einen Mehrheitsanteil von 51 Prozent der Aktien. Die bisherigen WWE-Aktionäre sind mit 49 Prozent an dem neuen Unternehmen beteiligt. Vince McMahon, der bis zuletzt die Mehrheit der WWE-Aktien kontrollierte, hält rund 16 Prozent am neuen Unternehmen.
Im Januar 2024 wurden weitere Details zu den Missbrauchsvorwürfen gegen McMahon bekannt. McMahon bestritt die Vorwürfe, trat jedoch als TKO Executive Chairman und beim TKO Board of Directors zurück. McMahon werde zukünftig „keine Rolle mehr bei WWE spielen“, verkündete Nick Khan. Zum ersten Mal in der Geschichte von WWE war damit kein Mitglied der McMahon Familie mehr im Unternehmen tätig.